# HMS Boreas (H77)
El HMS Boreas (H77) fue un destructor de la Clase B de la Royal Navy, que permaneció activo durante la Segunda Guerra Mundial.

## Historial
Fue construido por Palmers Shipbuilding y Iron Company de Jarrow, que lo botó el 18 de julio de 1930, y fue dado de alta el 20 de febrero de 1931, asignado a la flota del Mediterráneo.
Durante la guerra civil española, fue usado como patrulla de neutralidad, y en el transcurso de una de ellas, el 6 de marzo de 1938 asistió desde 40 millas de distancia a la batalla del cabo de Palos. Tras el hundimiento del crucero Baleares por parte del Lepanto, y en compañía del destructor Kempenfelt consiguió rescatar a 435 náufragos.
A las 7'20 de la mañana, aparecieron de nuevo los restantes cruceros sublevados, tras lo cual los supervivientes fueron transferidos mediante botes a los mismos, momento en el que fueron atacados por Tupolev SB-2 de la aviación republicana a las 8:58 a. m., causando un muerto y cuatro heridos en el Boreas.
En 1939 formaba parte de la flota de reserva, ya que se habían construido una gran cantidad de destructores más modernos. Con el comienzo de la guerra el destructor fue devuelto al servicio activo. 
Realizó fundamentalmente tareas de protección de convoyes y de buques de guerra en aguas cercanas a las islas británicas así como patrullas en la ruta de Dover. A finales de mayo, principios de junio de 1940 el HMS Boreas junto con otros buques, participó en la evacuación de las tropas aliadas cercadas alrededor de Dunquerque. En la primera fase de la batalla aérea de Inglaterra, el destructor fue dañado por una bomba. 
Aprovechando la reparación se modernizó el armamento de defensa antisubmarina y antiaérea. En meses siguientes el HMS Boreas fue utilizado para la protección de convoyes en el Atlántico sur. Con el desembarco aliado en el Norte de África (operación Torch) le fueron confiadas al buque además tareas de escolta. El destructor permaneció desde entonces hasta el final de 1943 en Gibraltar asignado a tareas de lucha antisubmarina. 
Fue cedido a Grecia en 1944, que lo recibió en abril y lo renombró como Salamis, permaneciendo el resto de la guerra en el Mediterráneo. Finalizada la contienda, sirvió como buque escuela en la armada Helena, hasta que fue devuelto a la Royal Navy en 1951. Poco después, el HMS Boreas, fue vendido para desguace.